# Joe Byrd (jazzmusicus)
Gene Herbert 'Joe' Byrd (Chuckatuck, Virginia, 21 mei 1933 - Edgewater (Maryland), 6 maart 2012) was een Amerikaanse jazzgitarist en -contrabassist.

## Biografie
Byrd, de jongste broer van gitarist Charlie Byrd, leerde gitaar bij zijn vader, ook ging hij contrabas spelen. Hij studeerde klassieke muziek aan Peabody Conservatory of Music in Baltimore, als bassist speelde hij in die tijd in lokale jazzclubs en, in de weekends, met zijn broer in Washington, D.C. In 1962 werkte hij als bassist (en op enkele tracks als ritmegitarist) mee aan het beroemde bossanova-album Jazz Samba. van Stan Getz en Charlie Byrd. Een jaar later werd hij bassist in het trio van broer Charlie en hij zou dat bijna veertig jaar doen. 
Hij toerde (internationaal) meerdere keren met de Great Guitars (Barney Kessel, Herb Ellis en Charlie Byrd) en speelde mee op plaatopnames van dit gezelschap (uitgekomen op Concord). Sinds het einde van de jaren 70 had hij tevens af en toe een eigen trio: na de dood van zijn broer ging hij zich daarop concentreren. In Showboat Lounge in Washington D.C. begeleidde hij ook Teddy Wilson, waarmee hij bevriend raakte, evenals Jimmy Witherspoon, Mose Allison en Coleman Hawkins. 
Byrd overleed in 2012 aan de gevolgen van een auto-ongeluk.

## Discografie
- Jazz Samba, 1962 (Stan Getz/Charlie Byrd)
- Tango, 1985 (Laurindo Almeida/Charlie Byrd)
- Straight Tracks, 1990 (Charlie Byrd/Herb Ellis/Barney Kessel)
- Basically Blues (2001)
- Duets, 2006 (Joe Byrd, Howard Alden)